# The Outlaws (film, 2017)
Pour les articles homonymes, voir Outlaws.
Série The Roundup
The Roundup
(2022)
Pour plus de détails, voir Fiche technique et Distribution.
The Outlaws ou Beomjoidosi au Québec (hangeul : 범죄도시 ; hanja : 犯罪都市 ; RR : Beomjoidosi ; MR : Pŏmchoe tosi ; litt. « Ville du crime ») est un film sud-coréen réalisé par Kang Yoon-sung, sorti en 2017.
Il totalise presque 7 millions d'entrées au box-office sud-coréen de 2017.

## Synopsis
Le film revient sur l'« Incident de Heuksapa » de 2007 : une guerre de territoire entre un gang local de Garibong-dong (en) à Guro-gu (Séoul) et le gang Heuksapa originaire de la préfecture autonome coréenne de Yanbian en Chine. La brigade anti-criminalité dirigée par Ma Seok-so s'efforce de mettre un terme aux agissements de ces réseaux.

## Fiche technique
Sauf indication contraire ou complémentaire, les informations mentionnées dans cette section peuvent être confirmées par la base de données KMDb
- Titre original : 범죄도시
- Titre international et français : The Outlaws
- Titre québécois : Beomjoidosi[1]
- Réalisation et scénario : Kang Yoon-sung
- Musique : Mowg
- Direction artistique : Kim Seong-gyu
- Costumes : Kim Gyeong-mi
- Photographie : Ju Seong-rim
- Son : Gong Tae-won
- Montage : Kim Sun-min
- Production : Kim Hong-baek et Jang Won-seok
- Sociétés de production : Hong Film et B.A. Entertainment
- Société de distribution : Megabox Plus M
- Pays de production :  Corée du Sud
- Langue originale : coréen
- Format : couleur
- Genres : policier, action
- Durée : 121 minutes
- Date de sortie :
  - Corée du Sud : 3 octobre 2017

## Distribution
- Ma Dong-seok : Ma Seok-do
- Yoon Kye-sang : Jang Chen
- Jo Jae-yoon (en) : Président Hwang
- Choi Gwi-hwa : le chef Jeon
- Im Hyung-joon (en) : Do Seung-woo
- Jin Seon-kyu : Wi Seong-rak
- Hong Ki-joon : Park Byeong-sik
- Heo Dong-won : Oh Dong-gyoon
- Song Ha-jun : Kang Hong-seok
- Kim Sung-kyu : Yang-tae
- Park Ji-hwan : Jang I-soo
- Heo Sung-tae : Serpant
- Min Kyung-jin : Yeon Gil, le directeur du restaurant
- Uhm Ji-sung : Wang-oh
- Kim Gu-taek : Président Kwak
- Park Sang-gyu : Président Won
- Yoo Ji-yeon : Ahn Hye-kyeong
- Jo Jin-woong : Chef d'unité régionale d'enquête
- Jung In-gi (en) : Chef de la police
- Ye Jung-hwa : Directeur de l'aéroport
- Yoon Joo : la fiancée de Kang Hong-seok

## Production
Le tournage débute le 27 février 2017 et se termine le 19 juillet de la même année.

## Accueil
The Outlaws sort le 3 octobre 2017 en Corée du Sud.
Le 23 octobre 2017, il y totalise 36,3 millions dollars et plus de 5 millions de spectateurs.

## Distinctions

### Récompenses
- Korean Association of Film Critics Awards 2017[4],[5] :
  - Top 10 Films
  - Meilleur premier long métrage pour Kang Yoon-sung

- Baeksang Arts Awards 2018 : meilleur réalisateur débutant pour Kang Yoon-sung[6],[7]

### Nominations
- Baeksang Arts Awards 2018[6],[7] :
  - Meilleur acteur pour Ma Dong-seok
  - Meilleur acteur dans un second rôle pour Jin Seon-kyu
  - Meilleur scénario pour Kang Yoon-sung